# Glenkindie House
Glenkindie House ist ein Herrenhaus nahe der schottischen Ortschaft Kildrummy in der Council Area Aberdeenshire. 1971 wurde das Bauwerk in die schottischen Denkmallisten in der höchsten Denkmalkategorie A aufgenommen. Verschiedene zugehörige Bauwerke sind ebenfalls separat denkmalgeschützt. Hierzu zählen die beiden Sonnenuhren, die Gärten, das Taubenhaus sowie das West- und Osttor.

## Geschichte
Am Standort ließ William Strachan im Jahre 1595 einen Wehrbau errichten. Dieses Datum ist auch an verschiedenen Stellen entlang der Fassaden ausgewiesen. Donald Farquherson of Monaltrie plünderte den Bau 1639, der dann 1644 weitgehend abgebrochen wurde. Die Ost- und Westflügel stammen vermutlich noch von dem ursprünglichen Glenkindie House und wurden in die heutige Struktur integriert. Sie tragen die Jahresangaben 1741 und 1787, wobei es sich vermutlich um Renovierungsdaten handelt. 1785 entstand ein neues, schlichtes Hauptgebäude, dass zum Bau des heutigen Glenkindie House 1900 abgebrochen wurde.

## Beschreibung
Glenkindie House steht inmitten eines weitläufigen Anwesens rund fünf Kilometer südwestlich von Kildrummy. Am Südrand des Anwesens verlaufen der Don und die A97. Das Gebäude weist grob einen U-förmigen, nach Süden geöffneten Grundriss auf. Das Eingangsportal ist mit gedrungenen ionischen Säulen gestaltet. Das Gebälk ist ohne Fries ausgeführt. Verschiedene Motive weisen Parallelen zur Architektur Sydney Mitchells auf.

## Weitere Bauwerke

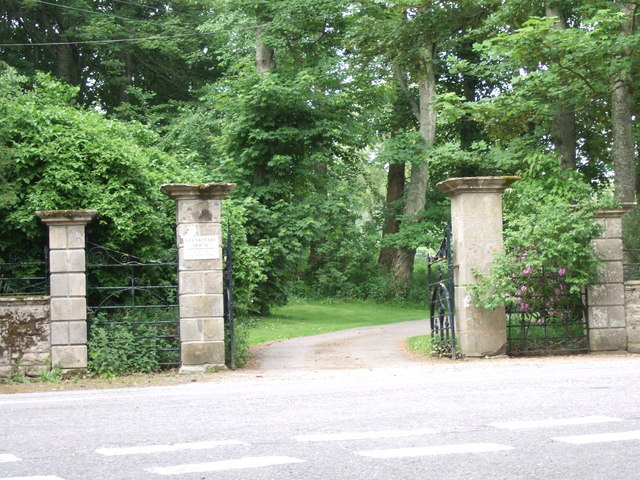
Westtor

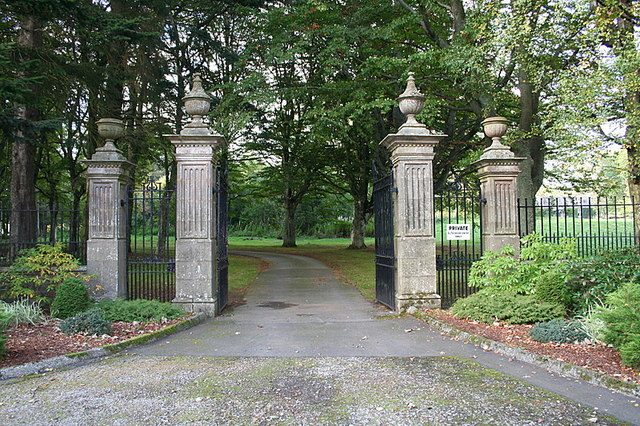
Osttor

Die Sonnenuhr stammt aus dem Jahre 1892. Sie ist als Baluster gestaltet. Eine weitere Sonnenuhr im Ostteil des Gartens trägt die Inschrift „Leith Hall 1722“. Die Gärten wurden möglicherweise bereits vor dem 17. Jahrhundert angelegt. Die heutige Aufteilung erhielten sie im mittleren 18. Jahrhundert. Das aus dem 17. Jahrhundert stammende Taubenhaus am Südufer eines Teiches weist einen länglichen Grundriss auf. Sein Mauerwerk besteht aus Bruchstein. Es schließt mit einem steil geneigten Satteldach mit Staffelgiebeln.
Bei der Lodge am Westtor handelt es sich um ein ehemaliges Zollhaus, das im frühen 19. Jahrhundert erbaut wurde. Sie schließt mit einem Walmdach. Das Tor wurde im 20. Jahrhundert errichtet. Hierbei wurde auch älteres Steinmaterial wiederverwendet. Das mit vier Pfeilern mit aufsitzenden Urnen ausgeführte Osttor stammt aus dem Jahre 1900.